# Opitergium
Opitergium (łac. Dioecesis Opiterginus) – stolica historycznej diecezji w Italii erygowanej w roku 550, a włączonej w roku 635 w skład diecezji Heraclea.
Współczesne miasto Oderzo w prowincji Treviso we Włoszech. Obecnie katolickie biskupstwo tytularne ustanowione w 1968 przez papieża Pawła VI.

## Biskupi tytularni
| Lp. | Biskup                      | Funkcja                                   | Od                   | Do                |
| --- | --------------------------- | ----------------------------------------- | -------------------- | ----------------- |
| 1   | Livio Maritano              | biskup pomocniczy Turynu (Włochy)         | 19 października 1969 | 30 czerwca 1979   |
| 2   | Benedict Charles Franzetta  | biskup pomocniczy Youngstown (USA)        | 26 lipca 1980        | 26 września 2006  |
| 3   | Raffaele Farina             | bibliotekarz Świętego Kościoła Rzymskiego | 15 listopada 2006    | 24 listopada 2007 |
| 4   | Alberto Bottari de Castello | nuncjusz apostolski                       | 8 grudnia 2007       | 13 lipca 2025     |